# Tellaro (Lerici)
Tellaro  est une frazione de la commune (municipalité) de Lerici . Il a été classé comme l'un des plus beaux villages d'Italie. Il est  la destination de nombreux artistes italiens et étrangers et la résidence de Mario Soldati de 1960 jusqu'à sa mort en  1999. 

## Géographie
Tellaro est un petit village de pêcheurs situé à 3 km de Lerici, perché sur une falaise sur la côte Est du golfe de La Spezia en Ligurie, dans le nord de l'Italie.

## Histoire
En 1152: Tellaro et Lerici font partie de la république de Gênes . 

## Culture
Le saint patron de Tellaro est Saint-Georges, qui est célébré le 23 avril.   

### Manifestations
Tellaro est l'un des villages balnéaires qui participent chaque année au Palio del Golfo, une course de bateaux annuelle organisée dans le golfe de La Spezia. 
Le « Noël sous-marin  » célèbre la naissance de Jésus le soir de Noël. Chaque année, la statue de l'enfant Jésus émerge de l'eau portée par un groupe de plongeurs et est placée dans la crèche, dans un décor de plus de 8 000 bougies et célébré par des feux d'artifice au-dessus de la mer.   
Le « Festival de la pieuvre  »,  a lieu chaque année le deuxième dimanche d'août, organisé par l'Unione Sportiva active dans le village ligure. 
Ce festival est issu d'une légende évoquant l'histoire d'une attaque de pirates sarrasins au Moyen Âge, quand  le village est sauvé par une pieuvre géante qui a averti la population en grimpant sur le clocher de l'église et en faisant sonner les cloches.